# Pseudoperonospora
Pseudoperonospora Rostovzev – rodzaj organizmów należący do grzybopodobnych lęgniowców.

## Systematyka i nazewnictwo
Pozycja w klasyfikacji według Index Fungorum: Peronosporaceae, Peronosporales, Peronosporidae, Peronosporea, Incertae sedis, Oomycota, Chromista.
Synonimy: Peronoplasmopara (Berl.) G.P. Clinton,
Plasmopara subgen. Peronoplasmopara Berl.

## Gatunki
- Pseudoperonospora aethionematis (Simonyan) G.M. Waterh. 1981
- Pseudoperonospora cannabina (G.H. Otth) Curzi 1926
- Pseudoperonospora cassiae G.M. Waterh. & Brothers 1981
- Pseudoperonospora celtidis (Waite) G.W. Wilson 1907
- Pseudoperonospora cannabina (G.H. Otth) Curzi 1926
- Pseudoperonospora cubensis (Berk. & M.A. Curtis) Rostovzev 1903
- Pseudoperonospora elatostematis (Togashi & Onuma) Hoerner 1940
- Pseudoperonospora elsholtziae D.Z. Tang 1984
- Pseudoperonospora justiciae (Sawada) Jacz. 1928
- Pseudoperonospora plantaginis (Underw.) M.P. Sharma & Pushpedra 1998[3]